# Брикетування рудної сировини

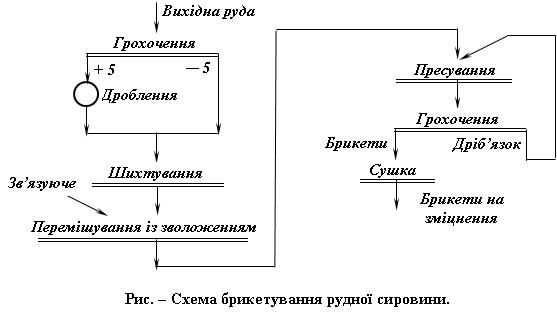

Брикетування руд і концентратів чорних і кольорових металів зі зв’язуючими виконується за різними технологічними схемами в залежності від властивостей сировини і вимог споживачів. Як зв’язуючі використовують тверді і рідкі речовини (вапняк, різні цементи, сульфіт-спиртову барду, рідке скло і ін.). 

## Технологія брикетування рудної сировини
Схема брикетування руд і концентратів чорних і кольорових металів наведена на рисунку.
Підготовка рудної сировини до брикетування пов’язана із забезпеченням кондицій за крупністю, вмістом вологи і металу в руді. Крупність руди залежить від її твердості: для м’яких руд – не більше 1 мм, для руд середньої і високої твердості – 5 – 6 мм. Гранулометричний склад суттєво впливає на міцність брикетів. Наявність в руді переважно крупних зерен приводить до утворення структури брикетів з великими пустотами, які необхідно заповнювати зв’язуючими, що не тільки підвищує вартість брикетів, але робить їх маломіцними і термічно нестійкими. При великому вмісті в руді пилоподібних класів необхідно інтенсивно перемішувати компоненти руди, підвищувати витрати зв’язуючих і тиск пресування. Наявність в матеріалі більше 6 – 8 % вологи негативно впливає на міцність брикетів. В кожному окремому випадку залишковий вміст вологи визначається в залежності від властивостей руди, гранулометричного складу, розміру і форми зерен. Для руд крихких і пористих допускається при брикетуванні більший вміст вологи, ніж для руд щільних і кристалічних з низькими пористістю і водопоглиненням. Для сушки вологих дрібних продуктів (дрібних руд, флотоконцентратів, шламів і ін.) використовують найчастіше барабанні газові сушарки. 
Підготовка рідких зв’язуючих речовин полягає в їх нагріванні і зневодненні, твердих – в дробленні і подрібненні.
Завершальний етап підготовки брикетної суміші – дозування компонентів їх старанне перемішування. В деяких схемах перемішування здійснюється в декілька стадій, що дає можливість більш рівномірно розподілити рудні складові і зв’язуюче в об’ємі брикетної суміші. Суміш, що недостатньо перемішана, неоднорідна за своїм складом і погано брикетується. Для одержання якісної брикетної суміші необхідне точне і рівномірне дозування її окремих компонентів.
Пресування рудної брикетної суміші виконується на пресах періодичної (штемпельні, столові) і безперервної (вальцеві, кільцеві) дії при тиску до 100 МПа.
Подальша підготовка брикетів до металургійного процесу зводиться до зміцнення їх структури в результаті підсилення механічних зв’язків і підвищення термічної стійкості. Звичайна операція охолодження не може забезпечити необхідну міцність брикетів. Для зміцнення брикетів застосовують різні методи: сушку, карбонізацію, автоклавну обробку.

## Технологія гарячого брикетування
В практиці брикетування рудної сировини і відходів чорної металургії широко розповсюджений процес гарячого брикетування. Сутність його зводиться до спікання зерен частково відновленої руди при температурі 800 – 1100оС і брикетуванню в нагрітому стані при тиску до 100 МПа. Для одержання якісних брикетів ступінь відновлення руди повинна бути близько 50 %. Основні вузли установок цього типу: відділення підготовки, нагріву, гарячого брикетування на вальцевих пресах високого тиску і охолодження брикетів.